# Giovanni Battista Niccolini
Giovanni Battista Niccolini (San Giuliano Terme, 29 ottobre 1782 – Firenze, 20 settembre 1861) è stato un drammaturgo italiano.
Visse a Firenze, Lucca e Prato, e fu socio dell'Accademia della Crusca.
Compose diverse tragedie di soggetto storico-patriottico, che hanno come tema il riscatto nazionale e la libertà del popolo. In politica fu liberale, repubblicano, anticlericale e contrastò l'ideologia neoguelfa. Fu conosciuto come un propugnatore dell'unità e dell'indipendenza d'Italia ma, data la relativa mitezza del Granducato di Toscana, di cui era suddito, non subì persecuzioni politiche.
Amico del Foscolo (che gli dedicò le celebri Poesie del 1803 e la traduzione della Chioma di Berenice, del medesimo anno), nelle sue opere si attenne agli schemi neoclassici, ma con contenuti decisamente romantici.

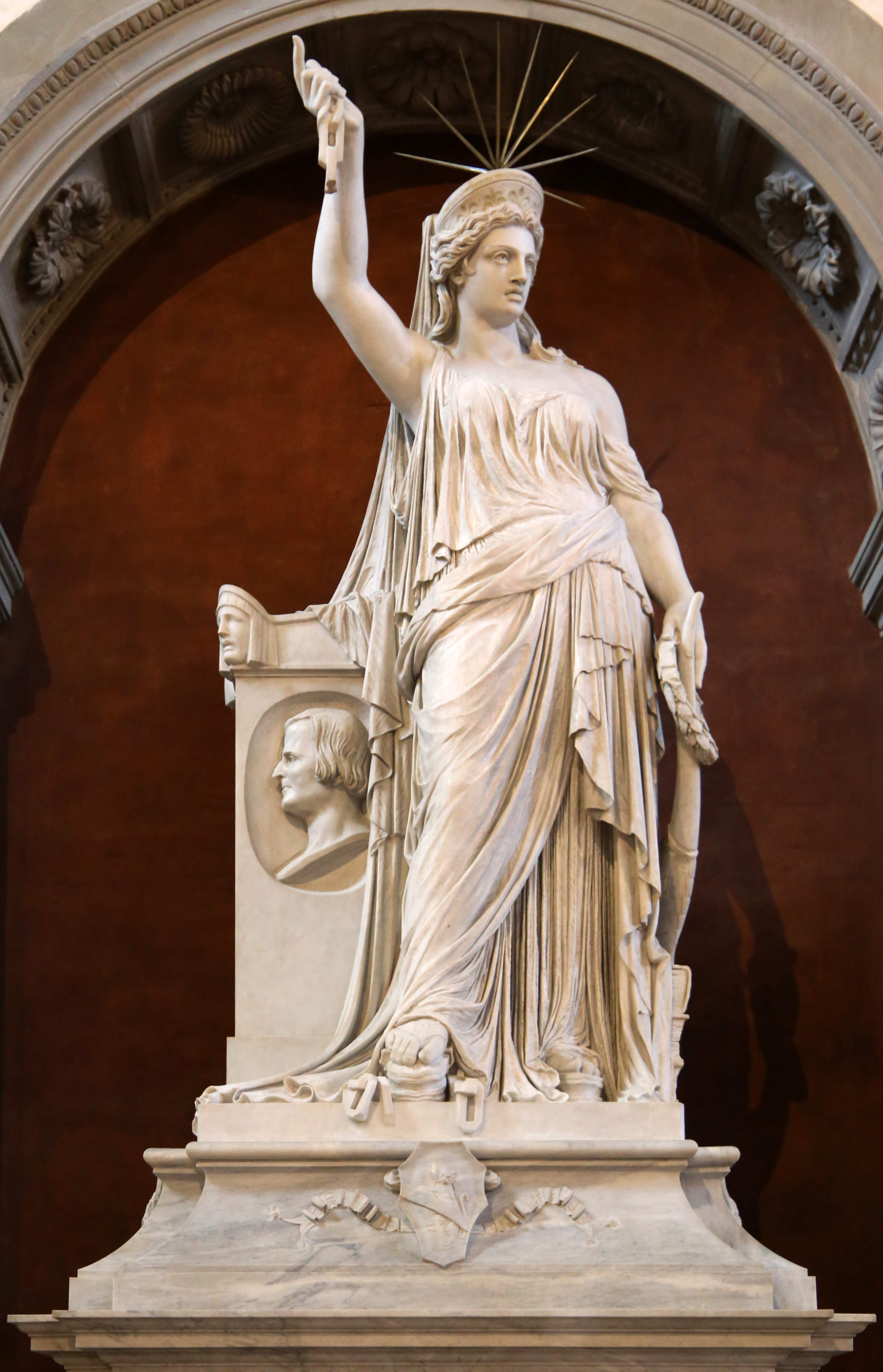
Statua della Libertà della Poesia di Pio Fedi, dedicata a Niccolini, Santa Croce, Firenze.

## Biografia

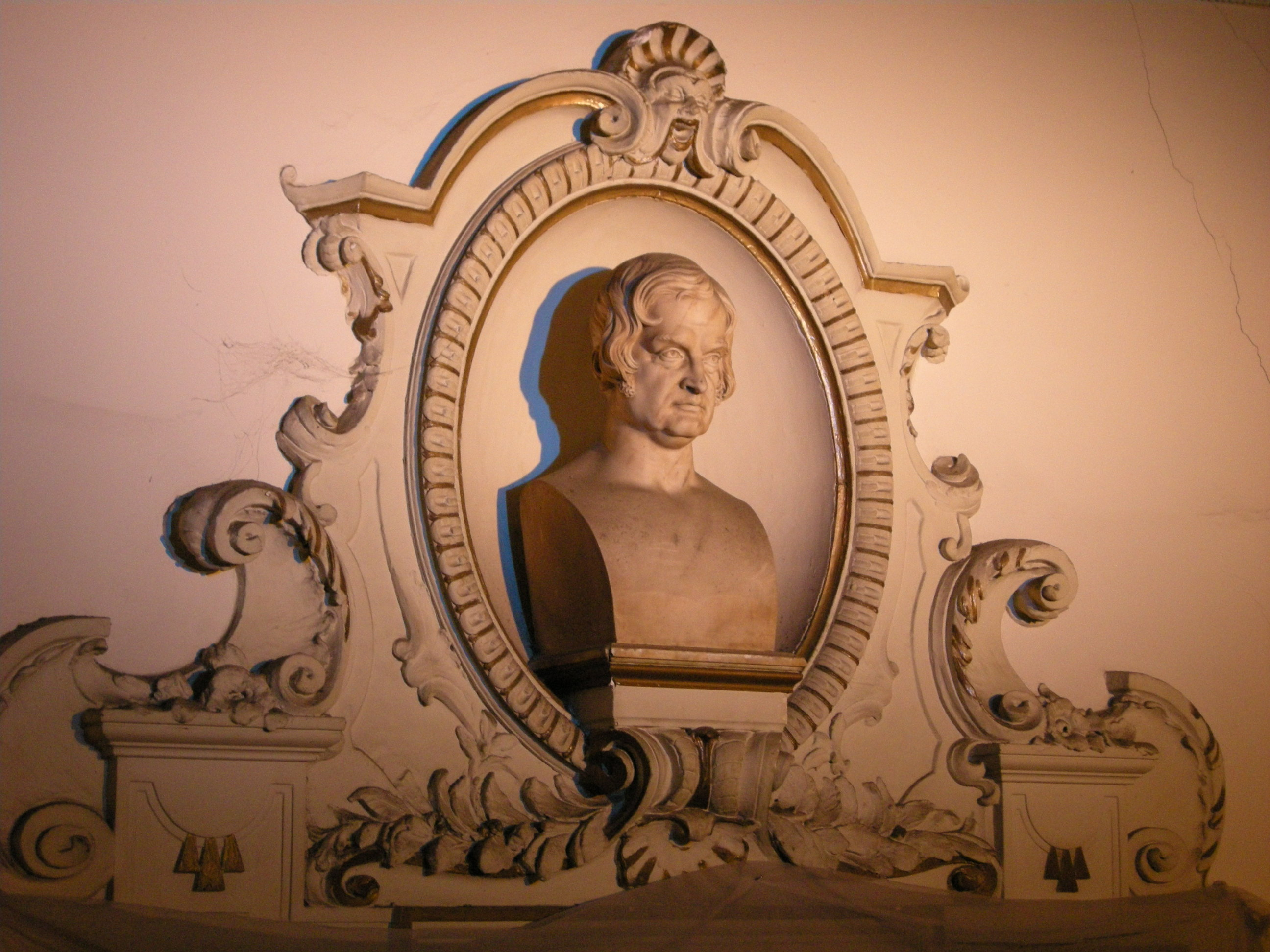
Busto di Giovanni Battista Niccolini, Teatro Niccolini a Firenze.

### Formazione e prime influenze letterarie
Giovan Battista Niccolini nacque il 29 ottobre 1782 a Bagni di San Giuliano di Pisa, località termale molto conosciuta e frequentata a quel tempo da personalità illustri.
Grazie alla madre, ebbe un'educazione consona al culto familiare della tradizione letteraria e dette precocemente segni indubbi di ingegno poetico, come si legge nella biografia di Atto Vannucci.
Trasferitosi con la famiglia a Firenze, dopo la prematura morte del padre, già Commissario Regio a Bagni di San Giuliano, Niccolini frequentò, durante la fanciullezza e l'adolescenza, la scuola degli Scolopi, formandosi in maniera completa nelle lettere, fortemente attratto dal latino e soprattutto dal greco, lingue alle quali si dedicò con traduzioni e composizioni.
Durante questo periodo frequentò Giovanni Fantoni e conobbe Ugo Foscolo, con il quale instaurò una profonda e duratura amicizia.
Nel 1798, a sedici anni, si iscrisse alla facoltà di giurisprudenza dell'Università di Pisa.

### Orientamento politico-ideologico e incarichi pubblici
Sin da studente abbracciò con passione gli ideali di libertà  accesi dalla Rivoluzione francese e che fervevano in quella prima fase dell'epoca napoleonica, mentre si formavano in Italia le varie Repubbliche e in Toscana, dopo la partenza del Granduca Ferdinando III, veniva istituito il governo provvisorio.
Niccolini fu uno dei più convinti sostenitori della repubblica. Ad orientarlo era stato lo zio materno Alemanno da Filicaia, ma su di lui esercitarono un forte influsso appunto Giovanni Fantoni e Ugo Foscolo.

Con la pace di Amiens (1802), caddero in Italia le repubbliche, e con esse il governo provvisorio del Granducato di Toscana, la quale divenne Regno d'Etruria sotto Ludovico di Borbone: Niccolini, ritornato lo stesso anno a Firenze ebbe qualche noia per i suoi trascorsi libertari da studente, ma ciò non gli impedì di ottenere, nel 1804, un posto nella pubblica amministrazione come addetto all'archivio delle Riformagioni e nel 1807 come titolare di cattedra di Storia e Mitologia all'Accademia delle Belle Arti del Granducato di Toscana, di cui era già membro dal 1803. All'interno dell'Accademia ricoprì anche la carica di segretario e bibliotecario. Fu anche maestro di paggi sotto Elisa Baciocchi, alla quale l'imperatore aveva conferito nel 1809 il titolo di Granduchessa di Toscana.
Il 1815 riportò in Italia gli austriaci e, in Toscana, il già esule Ferdinando III di Lorena. La tolleranza del governo di questo sovrano,  contrastante con il clima generale della Santa Alleanza, permise a Niccolini di non perdere i suoi incarichi e di assumere anzi temporaneamente quello di bibliotecario del Granduca.

Col tempo l'atteggiamento di Niccolini verso Napoleone subisce una notevole evoluzione. Anche prima della definitiva caduta dell'Imperatore (1815), lo scrittore era passato da una venerazione quasi incondizionata ad una valutazione critica di una autorità che stava ormai diventando liberticida, pur conservando grande ammirazione per le eccezionali doti dell'uomo.

## Prima produzione
Gli incarichi pubblici non impedirono a Niccolini di coltivare la sua vena artistica come conferma la traduzione dei Versi d'Oro attribuiti a Pitagora.
È però il poemetto La Pietà la prima vera prova della capacità poetica di Niccolini, una rappresentazione della pestilenza che colpì Livorno nel 1630, sullo stile del Monti, cui seguirono alcuni saggi d'erudizione. Nel 1806 scrisse, infatti, il discorso Sulla somiglianza la quale è fra la pittura e la poesia e delle utilità che i pittori possono trarre dallo studio dei poeti; degli anni 1807-8 sono le Lezioni di Mitologia tenute agli allievi dell'Accademia di Firenze, e pubblicate molto più tardi, nel 1855, ancora vivente l'autore; nel 1807 partecipò all'elaborazione dei nuovi Statuti e del piano d'istruzione per la Regia Accademia delle Belle Arti di Firenze. Al 1809 risale la dissertazione Quanto le arti conferir possano all'eccitamento della virtù e alla sapienza del viver civile.
Per Niccolini gli anni coincidenti con il massimo splendore napoleonico furono di notevole fervore creativo; iniziò addirittura un poema in ottave, rimasto incompiuto, in lode di Napoleone.
Successivamente Niccolini scrisse i primi versi della Storia del Vespro Siciliano, argomento già trattato da un francese, come si legge in una lettera del 1819 indirizzata a Gino Capponi.

### Produzione tragica
Nel 1810 si ha l'esordio di Niccolini tragediografo con la Polissena, rappresentata con buon successo nel 1813.
Dedicandosi alacremente alla sua produzione Niccolini alternò alla composizione di lavori originali quali Ino e Temisto, Edipo e Medea, stampate e rappresentate in anni successivi, traduzioni da Eschilo e da Euripide come I sette contro Tebe e l'Agamennone.
Ai sentimenti contraddittori per Napoleone è ispirato il dramma  Nabucco, da non confondersi con la celebre opera di Giuseppe Verdi (ispirata al dramma Nabuchodonosor di Auguste Anicet-Bourgeois e Francis Cornu e dal ballo Nabuccodonosor di Antonio Cortesi); il Nabucco fu composto tra il 1815 e il 1818 e pubblicato a Londra senza nome dell'autore nel 1819, ma non fu mai rappresentato. In questa tragedia Niccolini mise in scena l'epopea napoleonica prendendo esempio dall'Aiace del Foscolo; vi figurano personaggi storici quali Armand Augustin Louis de Caulaincourt, Lazare Carnot, Maria Luisa d'Asburgo-Lorena e Pio VII sotto i nomi assiri di Arsace, Amiti, Mitrane e Nabucco.

Nella tragedia il Niccolini volle rappresentare, dietro il velo dell'allegoria: 
Quasi contemporaneamente si dedicava ad una tragedia, la Matilde, da accomunarsi al Nabucco perché con essa l'autore accantonava i temi della classicità greca e iniziava a cimentarsi in quello che sarà poi chiamato il filone "classico-romanticheggiante".
Il modo con cui la Restaurazione si fece sentire in Toscana, ben diverso dall'oppressione che subirono Lombardo-Veneto e Ducati, non ostacolò più di tanto il Niccolini nell'esternazione dei suoi sentimenti di libertà civile, di avversione alla dominazione politica straniera e delle sue aspirazioni verso l'unità d'Italia. Tuttavia, se l'autore non fu mai oggetto di persecuzioni personali, la sua opera fu sistematicamente presa di mira dalla censura, in Toscana e fuori.
Tutte le sue tragedie posteriori al periodo napoleonico subirono simili vicende e varie peripezie nell'arco tra compilazione, stampa e rappresentazione. Le sole presentate al pubblico senza difficoltà, negli anni che seguirono il 1815, furono quelle - già citate - di argomento classico che Niccolini, oltre la Polissena, aveva precedentemente scritte, e cioè l'Edipo, rappresentato nel 1823, l'Ino e Temisto, nel 1824, e la Medea nel 1825.
Ben altri intralci ebbero tutte le altre, anche quelle di argomento non propriamente "risorgimentale", quali la già citata Matilde, la Rosmunda d'Inghilterra e la Beatrice Cenci. Per essere rappresentate dovettero attendere anche parecchi anni dopo la stesura, e occasionali momenti favorevoli, se non addirittura il fatidico 1860, come quella che è considerata il suo capolavoro, l'Arnaldo da Brescia.
Per alcune tragedie la prima rappresentazione rimase per molti anni anche l'unica, perché ne furono vietate le repliche: un esempio fu il Giovanni da Procida, rappresentata nel 1830, censurata per l'auspicio della costituzione di un Regno d'Italia unitario, ripresa solo nel 1847.
Niccolini era ovviamente consapevole degli ostacoli che le sue tragedie incontravano nel loro iter dalla composizione alla rappresentazione se già in una lettera al Missirini, non datata, ma risalente secondo Vannucci al 1816-1817, scrive:
Se da una parte le sue tragedie furono perseguitate per l'argomento trattato, dall'altra è anche vero che la loro fama in alcuni casi varcò le Alpi, diffondendosi in Francia, Inghilterra, Germania. È il caso di Antonio Foscarini, apprezzato anche da Goethe.

### Altre produzioni letterarie
Oltre che nell'attività di tragediografo, Niccolini si impegnò intensamente nella riflessione teorica e nella produzione genericamente erudita.
Tenne vari discorsi presso l'Accademia di Belle Arti di Firenze, in occasione dei Concorsi Triennali.
Si possono ricordare in particolare due discorsi nei quali affronta e discute il problema delle arti figurative, già trattato precedentemente nelle citate Lezioni di Mitologia.
Nell'Elogio di Andrea Orcagna del 1816 l'autore toscano si occupa soprattutto di architettura, e coglie l'occasione per esaltare lo splendore dei momenti fiorentini.
Nell'Elogio di Leon Battista Alberti, invece, del 1819, Niccolini offre uno splendido ritratto dell'artista e nello stesso tempo dichiara la propria avversione per qualsiasi forma di tirannide.
Nel 1825 torna a parlare di arti figurative nell'orazione Del sublime e di Michelangiolo, ultima tappa della sua riflessione sull'argomento.
Niccolini si occupò anche della questione della lingua, che in quegli anni tanto si dibatteva. Entrato a far parte dell'Accademia della Crusca nel 1812 (nel 1817 divenne accademico regolare e dal 1830 al 1833 fu arciconsolo), il 9 settembre 1818 vi tenne una lezione intitolata Qual parte aver possa il popolo nella formazione d'una lingua, esaustiva della sua posizione in proposito.
Sempre all'Accademia della Crusca Niccolini tenne altre dotte lezioni: Della imitazione nell'arte drammatica (1828) in cui, dopo aver compiuto una distinzione, richiamandosi all'autorità di Metastasio, tra copista e traduttore, espone la sua posizione al riguardo e si occupa delle regole aristoteliche, e Delle transizioni in poesia e della brevità dello stile (1829), nelle quali espone le sue teorie drammaturgiche.
Quando fu posto in Santa Croce il monumento a Dante, nel 1830, Niccolini esaltò sempre in una lezione tenuta all'Accademia della Crusca, la nazionalità e l'universalità della Divina Commedia, invitando i suoi contemporanei a rigenerare la letteratura rifacendosi a Dante "perché non ci serva da modello ma d'esempio".
Tra il 1819 e il 1830, quindi, pubblicò, specialmente nell'Antologia, scritti di argomento filosofico e di critica letteraria e artistica.
Negli anni successivi Niccolini si dedicò infine alla storiografia, attività in cui si distinse appunto con la già citata Storia del Vespro Siciliano e con la Storia della Casa di Svevia in Italia, che rimase incompiuta.
Dalla biografia di Atto Vannucci si ricavano notizie circa altri due frammenti storici scritti da Niccolini, intitolati il primo Assedio di Messina, il secondo Fine di Manfredi e della sua famiglia.
Nel 1840 Niccolini cominciò a lavorare alla sua maggiore opera, l'Arnaldo da Brescia, un grande dramma storico dove l'ispirazione neoghibellina è forte.

### Ultimi riconoscimenti e morte

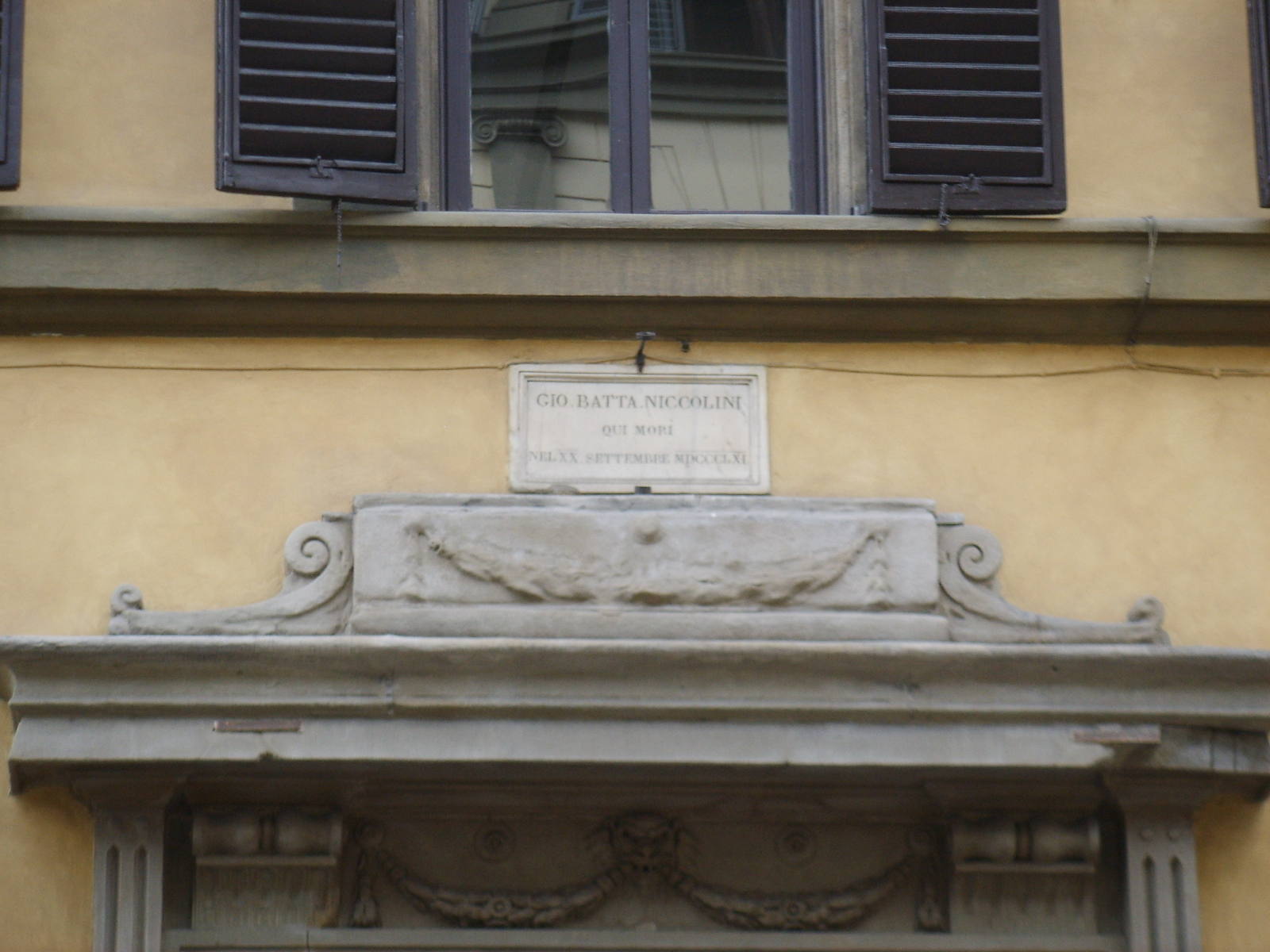
Lapide a Giovan Battista Niccolini, via Cavour, Firenze

Nel ventennio 1840-1860 l'autore, mentre crescevano nei suoi confronti il favore popolare e l'approvazione della critica, vide attenuarsi l'ostilità politica nei suoi confronti, e ricevette anche vari riconoscimenti dal Governo Granducale, quali una decorazione e la nomina a senatore, onori che Niccolini, tuttavia, praticamente non accettò. Verso il 1850 acquistò una villa in via San Carlo, a Firenze, che era stata fatta costruire dai Cavalcanti: quivi scrisse Mario e i Cimbri; ancora oggi la dimora è conosciuta come Villa Niccolini. Possiamo inoltre trovare un riconoscimento posto nella Villa del Popolesco, poco distante da Montemurlo, fra Prato e Pistoia, dove Niccolini era solito passare le ferie autunnali. L'epigrafe, posta da Brunone Bianchi nel dicembre 1863, dice al passeggero che quel luogo fu delizia e riposo di G.B. Niccolini, il quale vi scrisse molte sue opere che rivelano tanta potenza d'intelletto e tanto amore d'Italia.
Con le annessioni del '59-'60 e la proclamazione del regno d'Italia nel febbraio del 1861, Niccolini fece in tempo a vedere coronate dal successo gran parte delle sue aspirazioni, ma non poté goderne molto. Già ammalato da tempo, e divenuto ormai labile di carattere ed estremamente condizionabile, si aggravò e si spense a Firenze il 20 settembre dello stesso anno: fu sepolto nella chiesa di Santa Croce a Firenze in un monumento funebre di Pio Fedi.

## Storia della critica

### Critica dei contemporanei
Niccolini è stato reso celebre non solo dalle sue opere letterarie, ma anche dai letterati, storici, critici che hanno apprezzato le sue opere e ne hanno espresso una critica.

#### Atto Vannucci
È Atto Vannucci e i suoi Ricordi della vita e delle opere di G.B. Niccolini (1866), che abbiamo il primo ampio profilo del poeta toscano. Per la prima volta si considerano globalmente gli aspetti culturali e umani dell'autore. Già nelle prime pagine Vannucci mostra di aver paura di non "avere parole rispondenti a tanta solennità e a tant'uomo" e manifesta il grande rispetto che ha per l'amico, tanto da definirlo "l'ultimo figliuolo di Dante".
Al di là dell'affetto e della stima che emergono dalla lettura, l'opera di Atto Vannucci fornisce spunti critici, senz'altro emblematici di quella considerazione calorosa, di cui Giovan Battista Niccolini godé in vita.
Atto Vannucci si fa interprete delle posizioni critiche dei contemporanei di Niccolini, che considerano il poeta, finché visse, una delle personalità più significative della vita culturale toscana e italiana.
Secondo Atto Vannucci ci troviamo di fronte ad un artista che fonde il suo bagaglio di idee e di valori - non ultimo, da repubblicano qual era, il suo acceso anticlericalismo - con le proprie istanze culturali, letterarie, poetiche. Personificatore, come a Vannucci piace definirlo, della grande rivoluzione, "ebbe in cima di tutti i pensieri" l'unità e l'indipendenza d'Italia e le frequenti e dannose discordie municipali, che denunciava come causa prima e inarrestabile delle miserie dei suoi tempi.
Per l'attualità delle sue posizioni, ribadisce Vannucci, e per la grandezza della sua persona, molti uomini di intelletto lo circondarono di affetto e spesso si trovò in contatto anche con personaggi distanti da lui per dottrina e ingegno. Sotto questo profilo i Ricordi di Atto Vannucci forniscono interessanti informazioni sulle critiche formulate dai contemporanei sull'autore, nonché sulla più o meno marcata benevolenza con la quale fu accolto dalla gente di teatro.

#### La critica degli amici
Fondamentali sono alcuni giudizi di letterati che conobbero e frequentarono Niccolini e instaurarono un rapporto epistolare con lui. Primo fra tutti Mario Pieri che nelle sue Memorie inedite continuamente scrive di Niccolini, definendolo anima nobile e alta.
Dalla sua penna esce l'immagine di un Niccolini instancabile e tenace, attento alle proprie opere che cura, ripercorre e rivede perché “pargli sempre di poter far meglio quanto ha fatto”.
Pure Andrea Mustoxidi si interessò di Giovan Battista Niccolini e in una lettera a lui indirizzata tesse lodi sulla traduzione in liberi versi dell'inno di Riga, elaborata da Niccolini per amore dei Greci. Niccolini, infatti, intorno agli anni venti, al risveglio delle speranze di libertà per le rivoluzioni d'Italia, di Spagna e di Grecia, segue con viva partecipazione quei moti, celebrando la libertà in conflitto con i tiranni.
Andrea Mustoxidi avverte questa scoperta condivisione all'interno del testo, tanto da riunire e confondere in un punto sentimenti eletti che avvolgono contemporaneamente "tre nomi, Grecia, Riga, Niccolini".
Questi sono per lo più giudizi personali, non inseriti in discorsi o saggi ufficiali, ma risultano utili per comprendere la popolarità e il relativo successo che accompagnarono Niccolini in vita, almeno per quanto riguarda il suo stretto "entourage", soprattutto quando a formularle sono letterati e critici che operavano in quel preciso contesto culturale.
Da citare anche il contributo di Salvatore Viale, con il quale il Niccolini ebbe un rapporto epistolare già dal 1822 e al quale affida correzioni, stampa e vendita dell'Edipo. È nelle lettere, però, che il Viale, come attesta Vannucci, analizza in toni acuti e sapienti alcune tragedie del Niccolini, quali la Matilde, il Giovani da Procida, il Moro, la Rosmunda.
Viale prende in esame l'intreccio, l'azione, i caratteri dei personaggi, lo stile che gli appare di una "tinta propria, e che riunisce bene spesso la concisione d'Alfieri alla scorrevolezza e alla disinvoltura del Metastasio". Già il Viale però riconosce che spesso la brevità e la concisione dello stile, pur rendendo il dialogo dignitoso e incalzante, rendono alcune situazioni meno calde e animate.
Dalle osservazioni critiche dei contemporanei, traspare, dunque, al di là di generiche formule ammirative, un approccio tutto particolare che molto risente del fervore risorgimentale. In queste pagine, infatti, l'opera di Niccolini assume un valore di testimonianza "attuale" che ovviamente non potrà ispirare la critica successiva: la circostanza nella quale l'uomo-Niccolini ha autenticamente prodotto la propria opera passa, decade, e soprattutto alle sue tragedie viene a mancare il supporto dell'impegno ideologico che le ha ispirate.
Emblematica, in questa prospettiva è la deliberazione del municipio di Firenze datata 21 agosto 1861, un mese prima della morte del Niccolini, con la quale gli si decretava, ancora in vita, l'onore di una tomba in Santa Croce.
Queste le motivazioni che si leggono nella deliberazione: "Considerando che Giovan Battista Niccolini è giustamente acclamato primo poeta civile d'Italia; che con la potenza dell'impegno precorse ed affrettò il gran concetto della indipendenza e unità nazionale; […] emulo di Machiavelli e di Alfieri meritò di avere con essi comune l'onore della tomba, come ne condivise la gloria".

#### Carlo Tenca
Sebbene Atto Vannucci sia stato il primo, nei mesi intorno al 1866, a preoccuparsi di stendere un esauriente profilo biografico del Niccolini, raccogliendo soprattutto gran parte dell'Epistolario, Carlo Tenca, già qualche anno prima della morte dell'autore, e precisamente in un saggio uscito sulla "Rivista Europea" del marzo-aprile 1845, offre su di lui un'ampia e perspicace riflessione critica.
Tenca presenta subito un letterato la cui biografia riassume la storia di un'intera epoca e che anzi rappresenta l'anello singolare di una catena che ricongiunge la letteratura del XVIII secolo a quella del XIX, imprimendovi un decisivo marchio.
Tenca, come la maggior parte dei critici che hanno preso in esame l'opera di Niccolini, affronta i problemi relativi all'uomo e al poeta e sceglie, per la sua trattazione, un taglio cronologico e insieme velatamente tematico, mettendo a confronto le tragedie e gli scritti teorici.
Nel saggio risalta immediatamente l'obiettività con cui viene sottolineata la peculiarità umana e artistica del tragediografo toscano, lontano da ogni pretesa o supposta comunanza di ideali, valori, sentimenti risorgimentali. Pur riconoscendo che "l'esame delle opere di Niccolini è uno studio utilissimo per chi voglia seguir passo passo il movimento letterario di questo secolo", Tenca non si fa prendere la mano da facili lodi, ma anche quando esalta il Niccolini, non rinuncia ad evidenziarne i limiti.
Nel Niccolini tragico, filologo, pubblicista, per Tenca convivono due uomini distinti, "l'uno che intende gli occhi all'avvenire, l'altro che guarda ostinatamente al passato", perciò sempre in lotta perenne con sé stesso, sempre in balia di incertezze e inquietudini.
Non si sa con quanta consapevolezza, ad esempio, mette in rilievo il Tenca, pur nel suo amore per l'arte greca, il Niccolini desse il "primo crollo a tutte le tradizioni accademiche, allorché dichiarava che l'artefice non deve avere altro modello fuorché la natura".
Nient'altro che un presentimento, afferma il critico, dell'emancipazione dell'arte, liberata dalla schiavitù degli "antichi esemplari" e tesa all'idea di bellezza universale propria della natura e insita in essa. Così Niccolini cerca di svincolarsi dalle strette regole antiche e di rigenerare la tragedia classica con i fatti della storia nazionale: coglie al volo che il pubblico vuole vedersi sulla scena in un'immagine speculare, e che quell'amor di patria che tanto ama cantare è certamente passione più efficace se attribuito a personaggi legati al pubblico da comunione di sentimenti. Questo è sintomo di rinnovamento dell'arte.
Tenca sostiene, senza fornire eccessivi approfondimenti, che è la "questione sulla lingua […] a spingere il Niccolini sulla via dell'emancipazione letteraria". Niccolini è inserito nella nuova scuola, alla quale aveva già mostrato di aderire con la scelta dei soggetti nazionali.
Con la tragedia Antonio Foscarini, il Niccolini, sottolinea il Tenca, fa un'ulteriore concessione al nuovo indirizzo letterario, non rispettando le unità di luogo e di tempo.
Il Niccolini del Tenca è quindi un uomo e un poeta dal senso pratico, un intellettuale che si basa sui fatti, per il quale la passione individuale e le vicende private hanno una loro valenza solo se collegate strettamente ai grandi eventi civili, alle "res publicae".
Un grande limite che Tenca segnala nel letterato toscano è un difetto di realtà nella rappresentazione della psicologia dei personaggi, che ha origine, per il Tenca, nell'indole stessa della poesia del Niccolini, tutta proiettata sul mondo esterno e incapace di rappresentare al vivo le passioni dell'animo.
Sul piano stilistico, per il Tenca Niccolini continua la scuola di Monti e del Foscolo, mantenendo il verso sciolto all'altezza dei modelli, ed anzi perfezionandolo con la naturalezza del parlare comune. Il suo endecasillabo è "facile, piano, armonioso e pieno di nobile semplicità". In ciò  Niccolini seppe conservare le tradizioni della poesia italiana senza essere servile imitatore di nessuno.

#### Giosuè Carducci
Tra i giudizi espressi dagli scrittori ottocenteschi può valere per tutti quello di Giosuè Carducci che nutre profonda simpatia nei confronti del Niccolini, ovvia, del resto, per comunanza e consonanza di sentimenti, confermata esplicitamente anche dalle liriche dedicate al tragediografo toscano, il sonetto Giovan Battista Niccolini, le odi A Giovan Battista Niccolini quando pubblicò il Mario e In Morte.
Su un piano valutazione critica, Carducci si occupa di Niccolini nella raccolta Ceneri e faville. Qui il Carducci avvicina Niccolini alla figura del Conte di Cavour entrambi impegnati, per diverse vie, a costruire la nuova Italia, "figlia del pensiero di Dante", e venuti a mancare prima che la grande opera fosse ultimata.
Carducci dà spiegazione dell'unione tra il pensatore e l'uomo pratico, tra il poeta e lo statista: Niccolini servì la patria e contro i neoguelfi "pensò, profetò, scrisse quel che lo statista piemontese ha con tanta egregia opera portato in effetto".
Nel caso di Niccolini, quindi,  si rovescia completamente il cliché convenzionale del poeta incompreso dal suo tempo e ammirato dai posteri: già pochi mesi dopo la scomparsa del poeta, infatti, venivano espresse le riserve che sono rimaste a lungo una brutta zona d'ombra nella comprensione della sua opera.

#### Luigi Settembrini
Esponente della corrente legata ideologicamente a posizioni laiche o radicali, anche Luigi Settembrini si interessa di Niccolini. Nelle sue Lezioni di letteratura italiana, frutto del suo insegnamento alla cattedra di letteratura italiana dell'Università di Napoli.
Niccolini è ben inserito in un discorso sulle contese in campo religioso tra lombardi e piemontesi da una parte e Toscani dall'altra. L'attenzione del Settembrini verte su Firenze, che il critico giudica luogo di pace, dimora di intellettuali, riuniti attorno al Vieusseux con il suo Gabinetto di lettura e la sua Antologia.
Il Niccolini viene chiamato in causa come rappresentante, con la sua "sdegnosa tragedia", di tutto il moto di vita intellettuale che animava appunto la Toscana.
Col Settembrini si è ancora sulla rotta di una piena ammirazione: l'animo è ancora chiaramente quello di chi ha amato la patria e ha lottato per essa e si sente quindi vicino a coloro che si sono ugualmente battuti.
Attraverso un puntuale ma rapido esame dell'opera del Niccolini nelle sue quattordici tragedie, l'autore guida chi legge alla scoperta dell'uomo che fu Niccolini, uomo dal carattere forte e magnanimo.
Passando al setaccio tutte le tragedie del Niccolini, Settembrini, pur nell'adesione sostanziale, mantiene sempre la capacità di distinguere ciò che è buono da ciò che non lo è.
Il grande merito che il Settembrini riconosce all'autore è quello essersi calato profondamente nella realtà dolorosa del suo tempo, un "poeta civile" che "col buon senno e con l'acume naturale vede in un fatto storico un gran concetto che contiene tutte le questioni della vita moderna da mille anni in qua; con la erudizione e con la fantasia, ricostituisce questo fatto, vi spira dentro tutta l'anima sua e gli dà vita e ne fa un'opera di poesia che è una delle nostre battaglie per la libertà e l'indipendenza".

### Seconda metà dell'Ottocento

#### Francesco De Sanctis
Nella seconda metà dell'Ottocento la più valida considerazione critica delle opere del Niccolini è quella di Francesco De Sanctis. Il De Sanctis s interessa di Niccolini nelle lezioni della seconda scuola napoletana (1871), nella sezione dedicata alla scuola democratica, oltre che nel ventesimo capitolo della Storia della Letteratura Italiana.
De Sanctis complessivamente nega valore artistico all'opera del Niccolini, ma all'interno delle sue osservazioni non mancano evidenti contraddizioni.
Nel ventesimo capitolo della Storia della Letteratura, parlando della "Nuova Letteratura", e affrontando il discorso sull'appena sorto spirito risorgimentale, De Sanctis cita l'Arnaldo, che egli giudica di "tinte crude" e "intenzioni ardite", e che affianca all'Assedio di Firenze del Guerrazzi.
De Sanctis esamina quindi la situazione della letteratura toscana nell'Ottocento, e sottolinea il fatto che essa ha ormai perso il primato di cui ha goduto fino al Rinascimento. 
 Come sottolinea Luigi Baldacci, De Sanctis esprime su Niccolini un giudizio cauto, sospeso tra una lode generica alla funzionalità pratica dell'opera e l'indicazione di debolezza nei risultati estetici e di precarietà d'atteggiamento di fronte ai problemi massimi proposti dalla più seria cultura romantica,.
Nella Storia della Letteratura Italiana, d'altra parte, Niccolini è presente solo con l'Arnaldo, cioè con l'opera che è ritenuta il suo capolavoro.
Maggiore rilievo assume la figura del Niccolini nelle due ampie lezioni già ricordate, dove De Sanctis, partendo dalla trattazione sulla scuola democratica, presenta innanzitutto Giuseppe Mazzini e "accanto a lui primo, non come pensatore ma per l'azione", mostra "il filosofo della scuola,  Niccolini, ed il poeta lirico, Berchet".
All'inizio dell'Ottocento i caratteri emergenti provengono, nell'analisi del De Sanctis, dallo spirito conservatore, che nella tradizione trovava glorie trascorse.  "Colui che rappresentò con splendore e dottrina questo movimento di resistenza fu Giovan Battista Niccolini", immediatamente delineato quale portabandiera appunto del "classicismo resistente all'onda delle nuove idee".
Nelle opere dell'autore il critico non trova calore e ispirazione poetica: si limita peraltro ad un rapido esame fermamente convinto che " questo scrittore si possa comprendere in breve, guardandone i lineamenti generali".
Per dare maggiore compiutezza alla sua analisi, De Sanctis analizza anche l'Arnaldo da Brescia e il Giovanni da Procida.
Nelle breve rassegna che De Sanctis dedica alla vita intellettuale e alle opere di Niccolini sono segnalate, almeno fino all'Agamennone e alla Medea, "imitazioni che egli chiamava tragedie", la completa dedizione agli studi del mondo greco-latino, e la sostanziale estraneità al tumulto politico che caratterizzò gli inizi del XIX secolo.
A differenza di altri critici contemporanei, De Sanctis è perplesso sul valore del Niccolini, e soprattutto ne denuncia la chiusura dentro i limiti di interessi esclusivamente intellettuali.
Questo giudizio riguarda la fase iniziale dell'attività di Niccolini, fino al 1830 circa. Nel periodo successivo, secondo il critico qualcosa di nuovo si può scorgere nel suo spirito: già la fine del regime napoleonico segna il risveglio della musa niccoliniana.
La personalità artistica di Niccolini, secondo Francesco De Sanctis, aderisce in modo passivo ai canoni del classicismo, canoni che sono riprodotti con convinzione e dottrina, ma senza consapevolezza autonoma, senza cioè imprimervi la propria fisionomia.
Questa sterilità non permette all'idea classica abbracciata da Niccolini di arricchirsi, di evolversi, di creare le premesse di una vitalità artistica e morale.
De Sanctis coglie in Niccolini l'immagine di uno scrittore che non è nato per la poesia, che solo la magistrale correzione dello stile pone al di sopra dei mediocri e segnala all'attenzione dei lettori. E per "correzione", chiarisce De Sanctis, s'intende una perfetta rispondenza tra l'idea e la sua forma.
Niccolini, però, agli occhi del critico, non "è da confondersi con quegli uomini di second'ordine, non è sciupa parole, non cade nelle stonature, non urta il vostro senso del giusto e del naturale". È un soldato ossequioso del proprio dovere, ha certamente talento, che vuol dire qualità di esecuzione, ma non ingegno, che implica l'impossessarsi di un'idea, farla propria e circondarla di quel calore interno che dà alla forma la verità d'espressione".
Il critico napoletano paragona Niccolini ad una bella statua, castigata, levigata, senza crepe né errori, alla quale mancano gli occhi, cioè lo stile, espressione esterna di ciò che è dentro.
In questa valutazione critica anche la vita morale del poeta, nell'aspetto quindi più umano, rispecchia il canone di una fredda o certamente poco appassionata correttezza:  "non abbian da rimproverarlo per debolezza, o per errore, e nemmeno da lodarlo per atto di virtù straordinaria".
Queste formulazioni del De Sanctis rimasero per lungo tempo le enunciazioni più valide e più articolate della critica niccoliniana.

#### Positivisti
L'età positivista con la sua aderenza al fenomenico e con la sua labile capacità di sintesi storica, doveva rimanere circoscritta a ricerche erudite o a ripetizioni di luoghi comuni della critica precedente. D'altra parte proprio negli studi su Niccolini è evidente uno dei caratteri distintivi della critica positivista: il venir meno dell'interesse risorgimentale che permetteva di considerare ben diversamente la figura di Giovan Battista Niccolini e di inserirlo tra i portabandiera degli ideali di unità, libertà e indipendenza.
Niccolini è preso in esame in un volume di Giuseppe Costetti sulle vicende del teatro drammatico dell'Ottocento, dove l'autore è salutato come colui che compendia le caratteristiche del secolo: "ei volge in mente e crea poemi drammatici nei quali si raccoglie uno storico cielo". Niccolini è l'aquila che vola fiera su tutti i tragici di questo tempo, che dalle mani dell'Alfieri pare aver raccolto lo scettro della tragedia.

### Primo Novecento

#### Emilio Bertana
Dopo De Sanctis, la prima importante critica su Niccolini è quella di Emilio Bertana, agli inizi del Novecento nel volume sulla tragedia della collana Vallardi, dedicata ai generi letterari.
Qui la trattazione dedicata a Niccolini segue quella relativa a Pellico, rispetto al quale il poeta toscano ebbe "più larga fama come poeta tragico".
Secondo il critico, Pellico e Niccolini sono due autori contrapposti per l'ideale politico guelfo dell'uno, ghibellino dell'altro, ma non per l'arte, "poiché anzi il Niccolini, che pure al romanticismo non aderì ufficialmente mai, andò mano mano scostandosi dalla forma della tragedia classica assai più che il romantico Pellico non osasse".
Seguendo il criterio cronologico, Bertana distingue due caratteri della scrittura tragica di Niccolini. Alla prima maniera appartengono le prime tragedie, la Polissena, l'Ino e Temisto, l'Edipo, la Medea, la Matilde e il Nabucco, "spruzzate" di patetiche soavità sentimentali, caratterizzate dalla ricerca del contrasto fra il tenero e il terribile".
Col Nabucco si chiude quindi il periodo rigorosamente classicista dell'attività di Niccolini, al quale Bertana fa seguire una fase in cui, pur non accogliendo benevolmente il romanticismo, il tragediografo toscano avverte l'influsso degli autori stranieri e delle nuove idee sull'arte drammatica.
L'Antonio Foscarini, il Giovanni da Procida, il Lodovico il Moro e l'Arnaldo da Brescia sono le tragedie di questa seconda maniera che rivelano, nel giudizio di Bertana, il Niccolini più autentico, contenendo "più di un tratto di stuzzicante sapore romantico".
Nello studio di Bertana, Niccolini è considerato come il tipico rappresentante di un'arte di transizione, in risposta al "gusto medio" del tempo, che esigeva ed auspicava una riforma del nostro teatro tragico sugli esempi d'Inghilterra e Germania;  in questo modo Niccolini realizzava una tragedia che, pur nel decoro tradizionale del genere, si arricchiva della materia nuova.
È quello che del resto più di cinquant'anni prima aveva asserito il Tenca, quando aveva usato il termine "conciliazione" a proposito dell'arte niccoliniana.

#### Rosolino Guastalla
Un vivo accento di simpatia ispira la pagina che già nel 1917 a Niccolini dedica Rosolino Guastalla.
Il critico esprime l'auspicio che il poeta dell'Arnaldo torni ad essere ritenuto uno dei massimi esponenti della letteratura del XIX secolo " come fu per molto tempo", e più particolarmente egli attende che l'opera del Niccolini, finita al macero come altre del Risorgimento, perché "trascorso il momento in cui era stata necessaria ed utile" quale arma di battaglia, possa essere "riesumata", riletta, rivalutata.

#### Benedetto Croce
La riflessione di Benedetto Croce, immediatamente successiva a quella del Guastalla, è molto critica: egli imposta le proprie Considerazioni critiche sul dilemma se il Niccolini sia stato o no poeta.
La sentenza è lapidaria: Croce non se la sente di andare oltre "quella lode di correttezza (che vale mediocrità), assegnatagli dal De Sanctis", anche se contemporaneamente si chiede se ci sia un modo per mutare l'affermazione desanctisiana e scoprire un Niccolini poeta. All'analisi, però, la produzione poetica del tragediografo toscano è per lui "tutta prevedibile e banale".
Né la valutazione di Croce assume toni più positivi a proposito di Niccolini prosatore e storiografo: mancanza quasi totale di una solida preparazione erudita, stile fiacco, privo di colorito storico, incapacità di andare oltre i fatti. Questi è ciò a cui Niccolini giunge nello scrivere la Storia della Casa di Svevia in Italia e la Storia del Vespro Siciliano.

### Seconda metà del Novecento
Solo nella seconda metà del XX secolo la figura di Niccolini diventa oggetto di studi più accurati.

#### La critica del primo centenario della morte
Il primo centenario della morte del tragediografo rappresenta l'occasione per un recupero dei testi di Niccolini: in questo contesto si pone l'intervento di Luigi Baldacci. La sua ricerca parte da un dato di fatto: "nessuno legge più il Niccolini, neppure quei giovani professori che, per farsi meriti accademici, vanno in cerca di poeti minori atti a essere facilmente inquadrati nei termini di una monografia"; e invece, secondo il critico, questo autore merita di essere sottratto a quella cruda definizione che lo costringe entro i termini di municipale e accademico, e che lo giudica epigono di Alfieri.
Baldacci invece osserva che il Niccolini fu un antialfierista, convinto della necessità di dare una tragedia nuova all'Italia, in accordo con la cultura nuova. L'aspetto più interessante dello studio critico compiuto da Baldacci è la parabola che egli traccia dell'attività del tragediografo, iniziata "nell'isolamento uggioso e d'altra parte alquanto snobistico di Firenze" e proseguita nella lenta, ma progressiva presa di coscienza romantica. In questo quadro la tragedia greca, alla quale Niccolini si avvicina con le sue tragedie dotte, è un'esperienza propedeutica e di tirocinio verso la tragedia poetica e popolare cui approda con l'Arnaldo da Brescia. Qui il dramma popolare sembra rinunciare, secondo l'opinione di Baldacci, ai suoi caratteri di gusto più contingente, il popolo è veramente personaggio dominante e costante, ritratto con verità naturalistica, ma soprattutto non ci sono ipoteche ideologiche nella descrizione dei personaggi, possedendo ognuno, al contrario, una propria ragione lirica.
Niccolini possiede, nel parere di Luigi Baldacci, un'autenticità umana che nell'opera si traduce in virile e faticata originalità artistica. Da una parte spiega così il ruolo svolto dall'intellettuale toscano nel XIX secolo, ma dall'altra non trova giusta motivazione per l'oblio nel quale è stato confinato.

#### Gli anni settanta
Gli anni settanta del secolo scorso rinnovano l'interesse per la figura privata e pubblica di Giovan Battista Niccolini, anche se gli vengono riservati spazi sempre ridotti e circoscritti. Così Niccolini è inserito da Marco Sterpos tra gli autori che più influenzarono la formazione del Carducci giambico.
Per l'economia del suo discorso, Sterpos non si addentra in giudizi specifici sull'autore, che è considerato soltanto per questo ruolo insolito di "musa" carducciana. In questo contesto Niccolini appare, però, con una sua peculiarità: l'attenzione al popolo, alla plebe, al preoccupante stato di "soggezione" nel quale questa plebe è tenuta.
Su questa linea,  Sterpos è attento a cogliere il contributo fornito da Niccolini alla elaborazione del mito giambico della plebe e conclude che, sotto questo aspetto, oltre l'Arnaldo l'opera più interessante è forse Mario e i Cimbri. Qui infatti, a suo giudizio, il motivo è, come egli dice, veramente centrale, e più vivo è il fervore della polemica a sfondo sociale.
Alla lettura di Sterpos sembra quasi che il genio niccoliniano acquisti nuova luce: fino all'ultima tragedia l'abbozzo Mario e i Cimbri, non si intravedono battute di arresto. Anche l'ultimo Niccolini può offrire spunti rilevanti di riflessione.
Altri contributi recenti sottolineano il ruolo che egli ha svolto nella formazione del teatro nazionale.
In un quadro di ricostruzione del teatro italiano negli anni del Risorgimento, Guido Nicastro segnala ad esempio il carattere eclettico e conciliante della posizione niccoliniana che, pur non sottraendosi alla lezione del proprio tempo, si collega all'antico.
Nicastro osserva come il teatro di Niccolini, con gli intrighi, i personaggi buoni e cattivi, il piacere dell'enfasi canora, offre oggi un esempio cospicuo di gusto melodrammatico.
Anche in questo caso poche pagine, sufficienti, però, a far capire il mutamento di orientamento critico dell'approccio con l'autore, ora riconosciuto come una delle figure più rappresentative della cultura toscana del tempo.  Nicastro analizza il sostrato ideologico su cui si fonda l'opera di Niccolini e descrive a maglia larga la sua attività di tragediografo.
Secondo la sua opinione, con la tragedia Filippo Strozzi il Niccolini aderisce alle nuove forme drammatiche: "Intorno agli anni trenta si era diffuso infatti, soprattutto fra gli scrittori democratici e mazziniani, il dramma storico".
Le posizioni di Niccolini sulla questione della lingua sono invece illustrate da Nencioni in un saggio su Gino Capponi.
Anche se Giovan Battista Niccolini non è soggetto principale del suo studio, Nencioni prende in considerazione la posizione del tragediografo toscano in merito alla questione linguistica, e riconosce lo sforzo che ha compiuto per suscitare nuovi e più costruttivi fermenti. Ne segnala anche il grosso limite: " I dettami sensistici e ideologici restano nell'adozione ch'egli ne fa, inerti al gusto di una lingua ad alto quoziente culturale stilistico e si mescolano in una concezione tradizionale senza riuscire a motivarla".
Un chiaro intento di valutazione si riscontra in Giorgio Pullini, che nel volume Teatro Italiano dell'Ottocento  inserisce il Niccolini nell'ambito della polemica classico-romantica.
"Se si dovesse darne un giudizio sintetico e complessivo, potremmo dire che resta sempre classico anche quando si ispira alla storia recente o alla fantasia".
Pullini segue con attenzione, aiutato dalla cronologia delle opere, il processo che da scolasticamente classico porta lentamente il Niccolini alla maniera romantica. Inoltre sottolinea il progressivo distacco dalle trame alfieriane "a favore del gusto del romanzesco e del sensazionale”per poter dare maggiore spazio al sentimentale e al passionale" e arricchirsi, sul piano tematico, dei soggetti religioso e libertario-nazionale, che vanno ad aggiungersi a quello amoroso e politico. In questo esame del teatro niccoliniano una certa attenzione è riservata anche alla valutazione degli elementi strutturali e stilistici, che mutano parallelamente alle trasformazioni interne, cui si è accennato. Per quanto riguarda le soluzioni espressive, Pullini osserva come il periodo tenda a coincidere nelle sue parti, con la fine di ogni verso, producendo un ritmo piano, disteso, conciliante. Siamo ormai vicini ai caratteri dei libretti per musica del tempo.
Baldacci, Nicastro, Pullini, tre momenti importanti della critica niccoliniana di questa seconda metà del secolo, un'unica conclusione: Niccolini appartiene alla traiettoria che dal Metastasio conduce al dramma popolare, dal momento che nel melodramma ci sono i germi del dramma a cui Niccolini si accosta dietro la sollecitazione dei nuovi modelli romantici".

#### Gli Studi del Convegno di San Giuliano Terme
Il secondo centenario della nascita di Giovan Battista Niccolini (1982) è stato celebrato con un convegno a San Giuliano Terme. Cinque studi specifici e puntali documentano l'interesse nuovo e aggiornato nei confronti della cultura e dell'opera tragica niccoliniana.
Roberto Paolo Ciardi chiarisce il ruolo di Niccolini quale segretario dell'Accademia di Belle Arti di Firenze; Fabrizio Franceschini inserisce il tragediografo toscano nel discorso sui "rapporti che il teatro e la letteratura di tradizione popolare stabilirono con la produzione drammaturgia colta dell'epoca"; Siro Ferrone sviluppa i legami che si sono instaurati tra Niccolini e il teatro del tempo, entrando nel merito di alcune questione prettamente teatrali che emergono dalle sue tragedie; Marco Cerruti affronta il Niccolini nel suo rapporto con la classicità; Gonaria Floris punta l'attenzione sulla riflessione linguistica di Niccolini.
Tutti gli elementi che hanno caratterizzato le posizioni critiche precedenti vengono rielaborati e ridiscussi, e anche se il giudizio definitivo rimane sulla linea di una modesta considerazione, ne risulta un quadro più articolato della personalità artistica niccoliniana.
Da queste ricerche emerge la figura di un intellettuale non statico, che ha cercato di reagire all'emarginazione che subiva all'interno dell'Accademia e di adeguarsi ai nuovi orientamenti del gusto, alle nuove esigenze culturali e didattiche.
Giovan Battista Niccolini ha tentato invano di dare all'Italia una tragedia più moderna: la sua non fu però una vera e propria azione riformatrice, neppure lontanamente paragonabile, almeno nelle intenzioni, a quella goldoniana.
Siro Ferrone mette in luce, in una sottile polemica con gli studi precedenti, che "Niccolini diffida sia dell'ipoteca ideologica, ormai non proponibile, sia del suo travestimento restaurato, il melodramma" e cita a conferma le parole dello stesso autore: " Il Dramma in musica ha consumato la rovina della tragedia alla quale ha usurpato anche il nome chiamandosi Tragedia Lirica: orrore, effettaccio non manca; l'armonia, gli urlacci nascondono tutta l'inverosimiglianza delle situazioni, le quali cose così rapidamente si succedono che v'ha tempo ad esame".
Queste parole del Niccolini stridono con le ipotesi di collegamento con il melodramma avanzate da alcuni critici.
Di particolare rilievo è l'inchiesta di Cerruti su "quali autori siano in concreto percorsi e meditati dal giovanissimo intellettuale, e al modo, o se si preferisce alla prospettiva, secondo cui tale esperienza risulti prodursi". Durante il Triennio giacobino Niccolini fa propria riconsiderazione dell'Antico e di conseguenza giunge a due linee di tendenza: tenta il "recupero attraverso la scrittura poetica di una condizione, un modo d'essere pensati come propri dell'Antico, e in particolare di quella Grecia libera e magnanima", e ricerca il figurativismo di quelle esperienze che " si impegnano a ricuperare la nobile semplicità e tranquilla grandezza a suo tempo segnalate da Winckelmann come qualità propri dei grandi esemplari ellenici".
Anche il contributo di Gonaria Floris è particolarmente significativo per la riflessione specifica sull'apporto dato dal Niccolini alla riflessione sulla lingua con le lezioni tenute all'Accademia della crusca e con l'opuscolo del '19 contro il Monti e il Perticari.
Il saggio mette in evidenza quanto il tragediografo abbia contribuito alla maturazione di aspetti rilevanti del dibattito sulla lingua in Italia nei primi quindici anni dell'Ottocento, in particolare per ciò che riguarda la definizione delle correnti puristica e progressista all'interno del classicismo, e il problema del lessico.

## Opere
- Polissena (1810)
- Edipo (1810-15)
- Ino e Temisto (1810-15)
- Medea (1810-15)
- Nabucco (1815)
- Matilde (1815)
- Giovanni da Procida (1817)
- Antonio Foscarini (1823)
- Lodovico il Moro (1833)
- Rosmunda d'Inghilterra (1834)
- Beatrice Cenci (1838)[49]
- Arnaldo da Brescia (1840)
- Le Coefore (1844)
- Filippo Strozzi (1846)
- Mario e i Cimbri (1848)

## Riconoscimenti
Nel 1861, alla morte del Niccolini, il Teatro degli Infocati (o " del Cocomero") prese anche la denominazione di Teatro Niccolini. Il Niccolini aveva già avuto, in vita, la dedica di un teatro, quello di San Casciano, nel 1848, quando i lavori erano stati completati.
Gli è stato anche intitolato il Liceo Niccolini-Palli di Livorno